# Zofia Charamut
Zofia Charamut z d. Siok (ur. 24 grudnia 1933 w Wolkowych) – polska śpiewaczka pochodząca z Puszczy Zielonej, hafciarka, koronkarka, laureatka Nagrody Kolberga.

## Życiorys
Urodziła się 24 grudnia 1933 w Wolkowych koło Myszyńca jako córka Aleksandra i Anny Sioków. Wzrastała w tradycji kurpiowskiej. Od najmłodszych lat uczyła się wyrabiać różnego rodzaju rękodzieła ludowe, takie jak wycinanki, kwiaty z bibuły czy koronki. W wieku trzynastu lat zaczęła śpiewać na weselach, a nawet sama je prowadzić. Jako dorosła kobieta miała wiele obowiązków związanych z prowadzeniem gospodarstwa oraz wychowywaniem licznego potomstwa. Po odejściu na emeryturę powróciła do swoich pasji. Zaczęła występować na różnego rodzaju przeglądach pieśni ludowej, początkowo w Myszyńcu, a następnie również w Ostrołęce, Nowogrodzie czy Kazimierzu.
Zaangażowała się krzewienie kultury kurpiowskiej w powiecie ostrołęckim. Współtworzyła różne działania przy Regionalnym Centrum Kultury Kurpiowskiej w Myszyńcu oraz Muzeum Kurpiowskim „Zagajnica Myszyniecka”.

## Wyróżnienia, nagrody, osiągnięcia
- Laureatka Kurpika 2011[3]
- Laureatka Nagrody Kolberga 2016[4]
- uhonorowana tytułem „Zasłużonej dla Kultury Polskiej” w 2009[5]